# Плоске (Ковельський район)
Пло́ске — село в Україні, у Шацькій селищній територіальній громаді Ковельського району Волинської області. Населення становить 148 осіб. 
Орган місцевого самоврядування — Шацька селищна рада. 
17 листопада 2007 року в селі освячено церкву Різдва Пресвятої Богородиці, яка є найменшим на Волині храмом.

## Історія
У 1906 році село Шацької волості Володимир-Волинського повіту Волинської губернії. Відстань від повітового міста 74 версти, від волості 11. Дворів 35, мешканців 244.
З 30 вересня 2015 року населений пункт у Шацькій селищній об'єднаній територіальній громаді Шацького району Волинської області, до цього село підпорядковувалось Прип'ятській сільській раді Шацького району.
12 червня 2020 року, відповідно до розпорядження Кабінету Міністрів України № 708-р «Про визначення адміністративних центрів та затвердження територій територіальних громад Волинської області», увійшло до складу Шацької селищної територіальної громади.
19 липня 2020 року, в результаті адміністративно-територіальної реформи та ліквідації Шацького району, село увійшло до новоутвореного Ковельського району.

## Релігія
- Православна Церква Різдва Пресвятої Богородиці (УПЦ МП), освячена 17 листопада 2007 року. Є найменшим на Волині храмом[1].

## Населення
Згідно з переписом УРСР 1989 року чисельність наявного населення села становила 153 особи, з яких 76 чоловіків та 77 жінок.
За переписом населення України 2001 року в селі мешкало 139 осіб. 100 % населення вказало своєю рідною мовою українську мову.